# Andrzej Ambroziak
Andrzej Ambroziak (ur. 1951) – polski inżynier mechanik. Absolwent Politechniki Wrocławskiej. Od 2012 r. profesor Wydziału Mechanicznym Politechniki Wrocławskiej.